# Jaroslaw Ignaz von Sternberg

Wappen Jaroslaw Ignaz Reichsgraf von Sternberg, Bischof von Leitmeritz (1676–1709)

Jaroslaw Ignaz von Sternberg (auch: Jaroslaw Ignaz Reichsgraf von Sternberg; tschechisch: Jaroslav Ignác Šternberk; * 23. Mai 1641 in Prag; † 12. April 1709) war Bischof von Leitmeritz.

## Leben
Seine Eltern waren Wenzel Georg Graf von Sternberg, kaiserlicher Rat und Landesrichter, und Ursula Polyxena, geb. von Martinitz. Jaroslaw war seit 1662 Domherr in Passau und studierte Theologie in Prag und Rom. Seine Priesterweihe war vermutlich im Jahr 1668.
Nach dem Tod des ersten Leitmeritzer Bischofs Maximilian Rudolf von Schleinitz nominierte Kaiser Leopold I. am 30. Oktober 1675 Jaroslaw Ignaz Sternberg zu dessen Nachfolger. Der päpstlichen Zustimmung vom 22. Juni 1676 folgte am 13. September d. J. die Inthronisation.
Neben seinen bischöflichen Aufgaben förderte Jaroslaw Ignaz von Sternberg die Abhaltung von Volksmissionen. Mit der beabsichtigten Einschränkung der Patronatsrechte, zu denen auch die Besetzung der Priester- und Kaplansstellen gehörte, konnte er sich nicht durchsetzen. Das in diesem Zusammenhang über die Bischofsstadt verhängte Interdikt musste er auf landesherrliche Weisung zurücknehmen.
In seine Amtszeit fällt eine rege Bautätigkeit, für die der Baumeister Giulio Broggio und später auch sein Sohn Octavio Broggio zu Diözesanbaumeistern ernannt wurden. Neben der Erneuerung und Errichtung zahlreicher Kirchen wurde 1689–1701 auch die bischöfliche Residenz errichtet. Der unter Sternbergs Vorgänger begonnene Dombau wurde vollendet und 1781 eingeweiht. In ihm wurde Sternberg nach seinem Tod beigesetzt.